# Лебраде
Лебраде (нім. Lebrade) — громада в Німеччині, розташована в землі Шлезвіг-Гольштейн. Входить до складу району Плен. Складова частина об'єднання громад Гросер-Пленер-Зе.
Площа — 18,59 км2. Населення становить 586 ос. (станом на 31 грудня 2020).

## Галерея

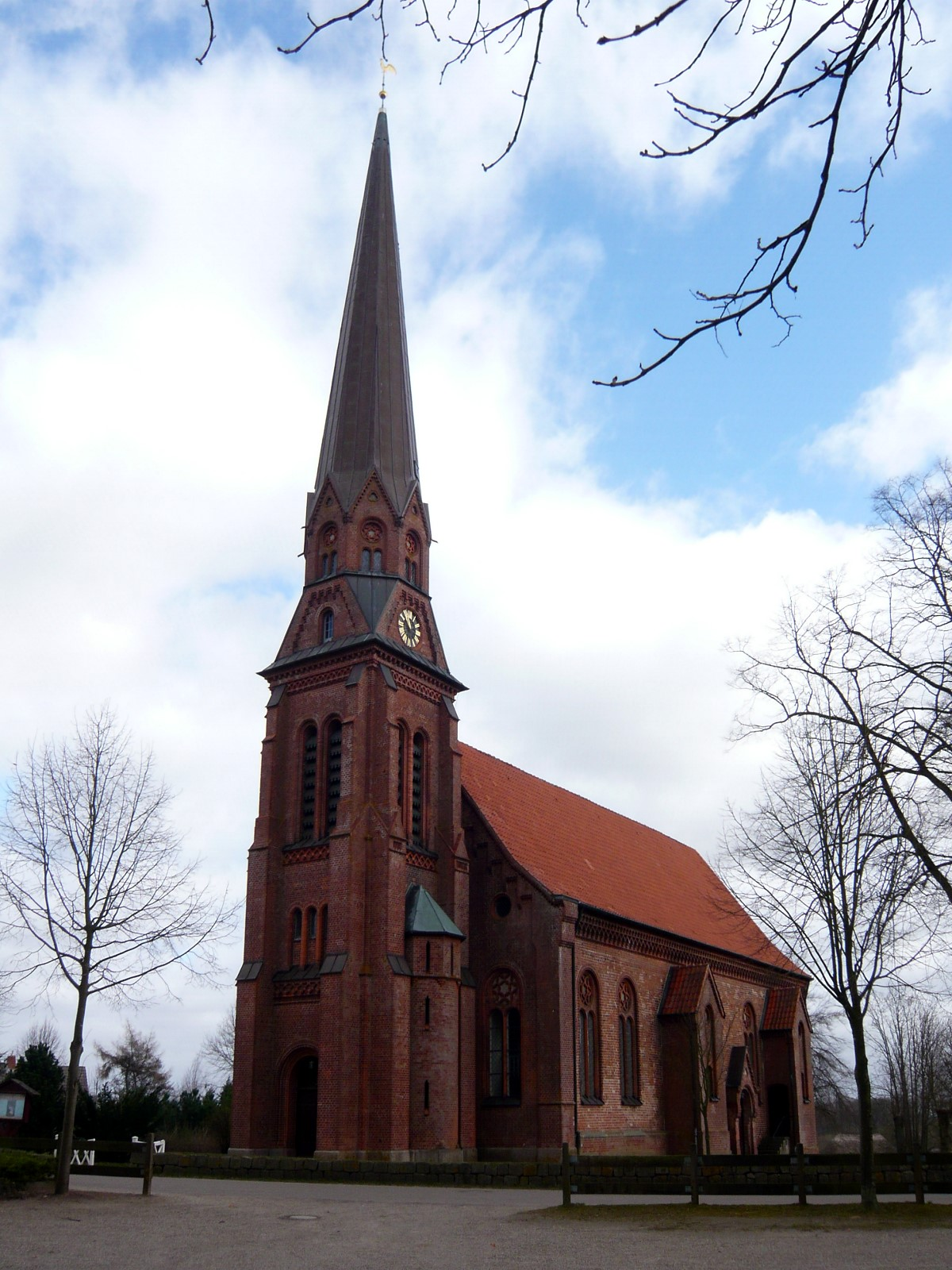
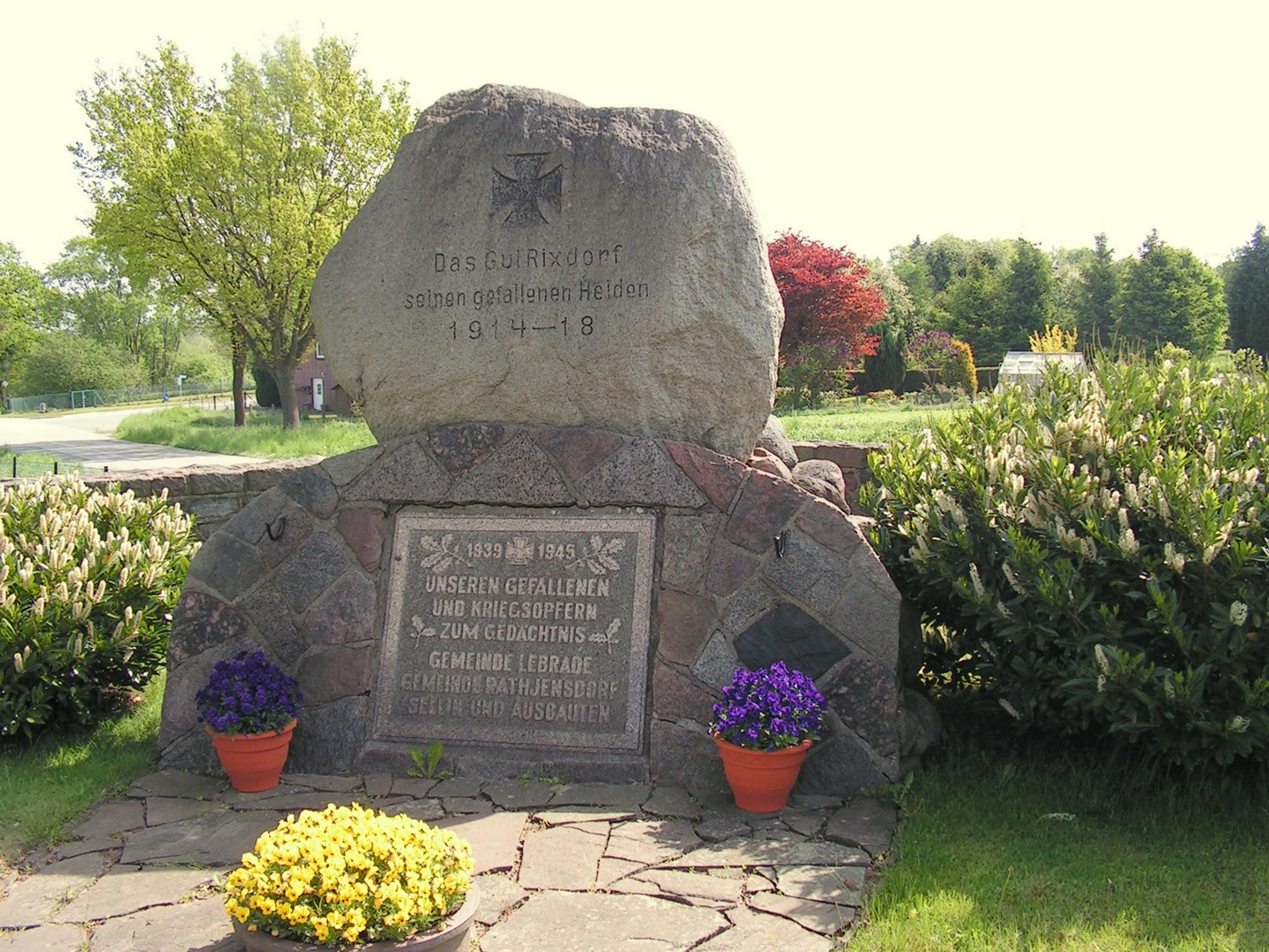
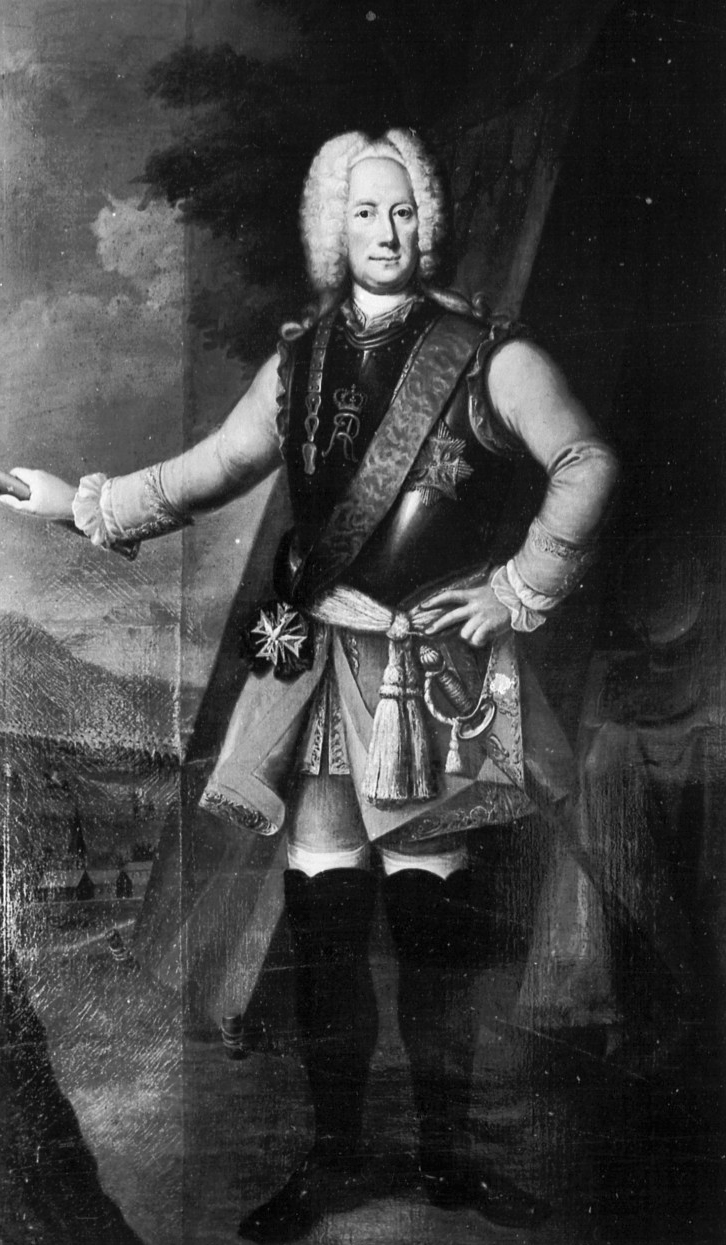